# Brandt
Brandt ist ein deutscher Familienname. Er wird in seiner Herkunft zurückgeführt auf die vor allem im norddeutschen Raum gebräuchliche Kurzform von Namen, die auf ...brandt oder ...brand enden, wie Hildebrandt, Hadebrand, Herbrand, Gerbrand. Das Wort Brandt hatte im Althochdeutschen und Altsächsischen eine doppelte Bedeutung, nämlich „Feuer(-Brand)“ und „(Flammen-)Schwert“.

## Verbreitung
Der Familienname Brandt tritt in Deutschland häufig auf und gehört damit zu den häufigsten Familiennamen in Deutschland. Mit rund 18.900 Telefonbucheinträgen tragen in Deutschland rund 50.400 Menschen Brandt als Familiennamen.

## Familien
- Liste der Adelsgeschlechter namens Brand oder Brandt

## Namensträger

### A
- Abia Brandt (1886–nach 1915), grönländischer Landesrat
- Abigael Marie Brandt (~1661–1714), Oberhofmeisterin des dänischen Thronfolgers
- Achi Brandt (* 1938), israelischer Mathematiker
- Adolf Brandt (1851–1910), deutscher Schriftsteller, siehe Felix Stillfried
- Adolf Brandt (1862–1924), deutscher Lehrer und Chronist
- Ahasver von Brandt (1909–1977), deutscher Historiker
- Ahasverus von Brandt (1580–1654), preußischer Staatsmann
- Albert Brandt (?–1926), deutscher Gärtner und Gartenbauunternehmer
- Albert Friedrich Brandt (1875–1958), deutscher Fabrikant und Unternehmer
- Alexander von Brandt (1873–1960), deutscher Wirtschaftswissenschaftler und Verwaltungsbeamter
- Alexander Brandt (Künstler) (Fei Pingguo; * 1971), deutscher Künstler, Kurator und Dokumentarfilmer
- Alexander Fjodorowitsch Brandt (1844–1932), russischer Arzt, Biologe und Zoologe
- Alf Brandt (* 1958), schwedischer Geher
- Alfred von Brandt (Alfred Joseph Anton Ludwig von Brandt; Alfred von Flender; 1835–1912), deutscher Kommunalpolitiker, Bürgermeister von Erfurt
- Alfred Brandt (Ingenieur) (1846–1899), deutscher Ingenieur und Erfinder
- Alfred Brandt (Architekt) (1873–1937), dänischer Architekt und Designer
- Alfred Brandt (Landrat) (1895–1945), deutscher Landwirt und Landrat
- Alfred Brandt-Caspari (1864–1929), deutscher Komponist und Tonkünstler
- Alice Brandt (1911–1986), österreichische Schauspielerin
- Aloise Höpfner von Brandt (1803–1867), österreichische Theaterschauspielerin, siehe Aloise Kettel
- André Brandt (1926–2008), Schweizer Politiker (FDP)
- Andreas Brandt (1651–1725), deutscher Zisterzienser und Abt des Klosters Ilbenstadt, siehe Andreas Brand (Abt)
- Andreas Brandt (Maler) (1935–2016), deutscher Maler
- Andreas Brandt (Architekt) (1937–2014), deutscher Architekt
- Andreas Brandt (Wirtschaftsmathematiker) (1955–2014), deutscher Wirtschaftsmathematiker und Hochschullehrer
- Andreas Brandt (Rennfahrer) (* 1957), deutscher Motorradrennfahrer
- Andreas Brandt (Schauspieler) (* 1958), deutscher Schauspieler
- Andreas Brandt (Cartoonist) (* 1963), deutscher Cartoonist
- Andreas von Brandt (* 1972), deutscher Diplomat
- Andreas Wilhelm Heinrich Brandt (1879–1929), deutscher Apotheker
- Andrej Brandt, deutscher Synchronsprecher
- Andres von Brandt (1908–nach 1975), deutscher Fischereiwissenschaftler und Hochschullehrer
- Angelika Brandt (Leichtathletin) (* 1951), deutsche Marathonläuferin
- Angelika Brandt (Biologin) (* 1961), deutsche Meeresbiologin
- Anja Brandt (* 1990), deutsche Volleyballspielerin
- Anna Brandt (Autorin) (1933–2024), deutsche Mundartautorin
- Anna Brandt (Handballspielerin) (* 1974), deutsche Handballspielerin
- Anni Brandt-Elsweier (1932–2017), deutsche Politikerin (SPD)
- Anton Brandt (1893–1951), norwegischer Veterinärmediziner und Pathologe
- Antonio Brandt (* 1930), italienischer Script Supervisor und Regieassistent, siehe Amore, piombo e furore
- Arthur Brandt (General) (1887–1967), deutscher General
- Arthur Brandt (Rechtsanwalt) (1893–1989), deutscher Rechtsanwalt
- Artur Brandt (1905–1989), deutscher Mediziner und Hochschullehrer für Arbeitshygiene
- Astrid Brandt (1963–2019), deutsche Künstlerin
- August Brandt (Komponist) (1825–1877), deutscher Komponist und Musikpädagoge
- August von Brandt (1834–1906), deutscher Politiker
- August Brandt (Theologe) (1866–1917), deutscher Theologe
- Augusto Brandt (1892–1942), venezolanischer Komponist
- Austen Peter Brandt (* 1952), deutsch-britisch-nigerianischer Pfarrer
- Axel Brandt (* 1962), deutscher Maler

### B
- Beata Brandt, Ehename von Beata Geismann (* 1979), deutsche Rollhockeyspielerin
- Bernard Brandt (* 1960), Schweizer Freestyle-Skiläufer
- Bernd Brandt (* vor 1946), deutscher Ingenieur
- Bernhard Brandt (1881–1938), deutscher Geograf und Hochschullehrer
- Bert Brandt (* 1940), deutscher Schauspieler, Regisseur, Drehbuchautor und Synchronsprecher
- Betsy Brandt (* 1973), US-amerikanische Schauspielerin
- Bill Brandt (1904–1983), britischer Fotograf
- Birgit Brandt (* 1964), deutsche Hochschullehrerin für Didaktik der Mathematik
- Borris Brandt (* 1961), deutscher Autor und Multimediaproduzent
- Brigitta Brandt, deutsche Basketballspielerin
- Brigitte Seebacher-Brandt (* 1946), deutsche Historikerin, Journalistin und Publizistin, siehe Brigitte Seebacher
- Burkhard Brandt (* 1957), deutscher Chemiker
- Burkhard Brandt (Schauspieler), deutscher Schauspieler

### C
- Cäcilie Brandt (Caecilie Brandt; Cäcilie Brand; 1814–1862), deutsche Malerin, Lithografin und Zeichnerin insbesondere von Porträts
- Camille Brandt (1884–1971), Schweizer Politiker (SP)
- Carl Brandt (Verleger) (um 1815–1893), deutscher Verleger
- Carl Brandt (Bäcker) (1886–1965), deutscher Lebensmittelunternehmer
- Carl Friedrich Brandt († nach 1866), deutscher Politiker
- Carl Ludwig Brandt (1831–1905), deutschamerikanischer Historien-, Porträt- und Landschaftsmaler
- Carlos Brandt (1875–1964), venezolanischer Schriftsteller, Historiker und Philosoph
- Caroline Brandt (1794–1852), deutsche Schauspielerin und Sängerin
- Carsten Brandt (1630–1693), niederländisch-russischer Schiffbauer
- Cecilie Brandt (* 2001), dänische Handballspielerin
- Christian von Brandt (1684–1749), preußischer Staatsminister
- Christian Brandt (Mediziner) (* 1966), deutscher Mediziner und Hygieniker
- Christian Ludwig Brandt (1800–1868), deutscher Historiker
- Christian Philipp Heinrich Brandt (1790–1857), deutscher Theologe
- Christoph von Brandt (1630–1691), preußischer Diplomat
- Christoph Brandt (Landwirt) (1800–1858), deutscher Landwirt, Mitglied der kurhessischen Ständeversammlung
- Christoph Brandt (Theologe) (1922–2012), deutscher Theologe
- Christoph Brandt (Politiker) (1938–2011), deutscher Politiker (CDU)
- Christophe Brandt (* 1977), belgischer Radrennfahrer
- Claudia Koch-Brandt (* 1952), deutsche Biochemikerin
- Constant Louis Brandt (1890–1935), Schweizer Maler
- Constantin Brandt (* 1988), deutscher Schauspieler

### D
- Dagmar Brandt (Mara Krüger; 1882–1953), deutsche Journalistin und Schriftstellerin
- Dana Brandt (She Seya Rutan; * 1976), deutsche Schriftstellerin
- David Lei Brandt (* 1986), amerikanischer Sänger, Tänzer und Schauspieler
- Di Brandt (* 1952), kanadische Schriftstellerin
- Dieter Brandt (1938–2017), deutscher Büttenredner
- Donna Cohn-Brandt (1951–2014), amerikanisch-deutsche Schauspielerin
- Dorothea Brandt (* 1984), deutsche Schwimmerin

### E
- Eckart Brandt (* 1950), deutscher Apfelbauer und Autor
- Edgar Brandt (1880–1960), französischer Künstler, Waffeningenieur und Unternehmer
- Edith Brandt (1923–2007), deutsche Lehrerin und Politikerin (SED)
- Edmund Brandt (Ministerialbeamter) (1906–??), deutscher Ministerialbeamter, siehe Tötungsanstalt Hartheim #Hartheimer Statistik
- Edmund Brandt (* 1947), deutscher Rechtswissenschaftler und Politikwissenschaftler
- Eduard Brandt (1839–1891), russischer Mediziner
- Edward N. Brandt (Edward Brandt, Jr.; 1933–2007), US-amerikanischer Mediziner
- Edwin Peter Brandt (* 1943), deutscher Baptistenpastor und Lehrer
- Elea Brandt (* 1989), deutsche Schriftstellerin und Psychologin
- Ellen Brandt-Forster (1866–1921), österreichische Opernsängerin (Sopran)
- Elmar Brandt (* 1971), deutscher Stimmenimitator
- Emil Brandt (Architekt) (1851–1933), deutscher Architekt und Baubeamter
- Emil Brandt (Schauspieler) (1867–nach 1909), deutscher Theaterschauspieler
- Enevold von Brandt (1738–1772), dänischer Graf
- Erik Brandt (1884–1955), schwedischer Politiker (SAP)
- Ernst Brandt (1896–1956), deutscher Politiker (KPD)
- Erwin Brandt (1899–1997), deutscher Polizeibeamter und SS-Führer
- Esther Brandt (* 1987), deutsche Schauspielerin, Synchronsprecherin und Moderatorin
- Eugen Erwin Brandt (1889–1961), russisch-deutscher Publizist
- Eusebius von Brandt (1642–1706), kurbrandenburgisch-preußischer Diplomat und Staatsmann
- Eva Brandt (Schriftstellerin) (* 1933), deutsche Ingenieurin und Schriftstellerin
- Eva Quante-Brandt (* 1960), deutsche Pädagogin, Hochschullehrerin und Politikerin (SPD)
- Evelyn Klengel-Brandt (* 1932), deutsche Archäologin
- Ewald Brandt (1928–1983), deutscher Bildhauer

### F
- Felix Brandt (* 1973), deutscher Mathematiker, Informatiker und Hochschullehrer
- Florian Brandt (* 1966), österreichischer Filmproduktionsleiter
- Fons Van Brandt (1927–2011), belgischer Fußballspieler
- François Brandt (1874–1949), niederländischer Ruderer
- Franz Brandt (1904–1989), US-amerikanischer Maler
- Fred Hermann Brandt (1908–1994), deutscher Entomologe, Botaniker und Geheimagent
- Fredric Brandt (1949–2015), US-amerikanischer Mediziner
- Friedrich Brandt (Abt) († 1654), deutscher Geistlicher, Abt von Himmerod
- Friedrich Brandt (Fotograf) (1823–1891), deutscher Fotograf
- Friedrich Ernst Brandt (1860–1921), österreichischer Fotograf und Verleger
- Friedrich Wilhelm Brandt (1879–1939), deutscher General der Artillerie
- Fritz Brandt der Ältere (1846–1927), deutscher Bühnentechniker, siehe Brandt (Bühnentechniker)
- Fritz Brandt (Maler) (1853–1905), deutscher Maler
- Fritz Brandt der Jüngere (1854–1895), deutscher Bühnentechniker und Opernregisseur, siehe Brandt (Bühnentechniker)
- Fritz Brandt (Komponist) (1880–1949), deutscher Jurist und Komponist
- Fritz Brandt (Politiker) (1882–nach 1920), deutscher Politiker (SPD), MdL Mecklenburg-Schwerin
- Fritz Brandt (Widerstandskämpfer) (1889–1944), deutscher Widerstandskämpfer
- Fritz Brandt (Mediziner) (1892–1945), deutscher Arzt
- Fritz Brandt (Architekt) (1902–1991), deutscher Architekt
- Fritz Brandt (Ingenieur) (1923–2013), deutscher Ingenieur und Hochschullehrer

### G
- Georg Brandt (Chemiker) (1694–1768), schwedischer Chemiker
- Georg Brandt (Jurist) (1772–1847), deutscher Jurist und Justizbeamter
- Georg Brandt (General) (1876–1945), deutscher General der Kavallerie
- Georg Brandt (Mediziner) (1895–1968), deutscher Chirurg und Hochschullehrer
- Georg Friedrich Brandt (1773–1836), deutscher Fagottist und Komponist
- Gerard Brandt (1626–1685), niederländischer Geistlicher, Dichter und Historiker
- Gerhard Brandt (Theologe) (1921–1999), deutscher evangelischer Theologe
- Gerhard Brandt (Soziologe) (1929–1987), deutscher Soziologe
- Gernot Brandt (* 1935), deutscher Gebrauchsgrafiker und Fotografiker
- Gerrit Brandt (* 1997), deutscher American-Football-Spieler
- Gertrud Kornhas-Brandt (1892–1964), deutsche Schneidermeisterin, Modedesignerin und Schulleiterin
- Gisela Brandt (* 1932), deutsche Germanistin, Sprachwissenschaftlerin und Hochschullehrerin
- Gordie Brandt (1924–1983), kanadischer Gitarrist
- Gudmund Nyeland Brandt (1878–1945), dänischer Gärtner und Landschaftsarchitekt
- Günter Brandt (1894–1968), deutscher Jurist und Hochschullehrer
- Günther Brandt (Jurist) (1894–1968), deutscher Richter und Hochschullehrer
- Günther Brandt (Mediziner) (1898–1973), deutscher Mediziner, Anthropologe und NS-Funktionär
- Günther Brandt (Gerechter unter den Völkern) (1912–1986), deutscher Geistlicher, Gerechter unter den Völkern
- Gustav Brandt (Kaufmann) (1847–1918), deutscher Kaufmann und Mäzen
- Gustav Brandt (Karikaturist) (1861–1919), deutscher Illustrator
- Gustav Brandt (Kunsthistoriker) (1865–1919), deutscher Kunsthistoriker und Museumsdirektor
- Gustav Brandt (Politiker) (1894–1945), deutscher Politiker (KPD)

### H
- H. Peter Brandt (Hans Peter Brandt; * 1941), deutscher Heimatforscher, Archivar und Verleger
- Hannah Brandt (* 1993), US-amerikanische Eishockeyspielerin
- Hans Brandt (Landrat) (1884–1961), Landrat des Kreises Peine und Polizeipräsident
- Hans Brandt (Sänger) (1890–nach 1944), deutscher Opernsänger (Tenor)
- Hans Brandt (Pharmazeut) (1890–1982/1983), dänischer Pharmazeut und Archivar
- Hans Brandt (Rechtswissenschaftler) (1911–1952), deutscher Rechtswissenschaftler
- Hans Brandt (Journalist) (1928–2018), deutscher Journalist
- Hans Brandt-Pook (* 1962), deutscher Hochschullehrer für Wirtschaftsinformatik
- Hans Friedrich von Brandt (1596–1657), sachsen-altenburgischer Geheimer Rat, Hofrichter sowie Rittergutsbesitzer
- Hans-Jürgen Brandt (1918–2003), deutscher Pneumologe
- Hans Jürgen Brandt (Theologe) (* 1938), deutscher römisch-katholischer Priester und Theologe
- Hans Kurt Brandt (1911–nach 1949), deutscher Jurist, Rechtswissenschaftler und Hochschullehrer
- Hans Peter Brandt (1933–2019/2020), deutscher Augenarzt, siehe Peter Brandt (Mediziner)
- Hans-Peter Brandt (1934/1935–2005), deutscher Tiermediziner
- Hans Peter Brandt (* 1941), deutscher Heimatforscher, Archivar und Verleger, siehe H. Peter Brandt
- Hans-Werner Brandt (1923–2002), deutscher Architekt und Bildhauer
- Harald Brandt (* 1958), deutscher Hörfunkautor und -regisseur
- Harm-Hinrich Brandt (* 1935), deutscher Historiker
- Hartwig Brandt (1936–2017), deutscher Historiker
- Hartwin Brandt (* 1959), deutscher Althistoriker
- Heinrich von Brandt (1789–1868), deutscher General und Militärschriftsteller
- Heinrich von Brandt (Nachrichtendienstler) (1823–1882), preußischer Oberst und Nachrichtendienstler
- Heinrich Brandt (Mathematiker) (1886–1954), deutscher Mathematiker
- Heinrich Brandt (Theologe) (1886–1970), deutscher Theologe
- Heinrich Brandt (Regisseur) (1891–1945), deutscher Regisseur, Drehbuchautor und Filmproduktionsleiter
- Heinrich Brandt (Mundartdichter) (1906–1981), deutscher Mundartschriftsteller (Plattdeutsch)
- Heinrich Carl Brandt (1724–1787), deutscher Maler
- Heinrich Wilhelm Brandt (1841–1911), deutscher Bildhauer
- Heinz Brandt (Offizier) (1907–1944), deutscher Offizier und Springreiter
- Heinz Brandt (Politiker) (1909–1986), deutscher Widerstandskämpfer und Politiker (SED, Grüne)
- Heinz Brandt (Mediziner) (1918–2006), deutscher Mediziner
- Helmut Brandt (Politiker, 1911) (1911–1998), deutscher Politiker (CDU)
- Helmut Brandt (Musiker) (1931–2001), deutscher Jazzmusiker
- Helmut Brandt (Polizist) (* 1935), Leiter des Landeskriminalamt Nordrhein-Westfalen
- Helmut Brandt (Politiker, 1950) (* 1950), deutscher Politiker (CDU)
- Hendrik Brandt (Buchhändler), niederländischer Buchhändler in Amsterdam von 1746 bis 1784
- Hendrik Brandt (Journalist) (* um 1963), deutscher Journalist, Chefredakteur bei der Verlagsgesellschaft Madsack
- Henry G. Brandt (1927–2022), deutscher Rabbiner
- Herbert Brandt (1910–1982), deutscher Entomologe und Ornithologe
- Hermann von Brandt (1828–1902), deutscher Verwaltungsjurist und Polizeibeamter
- Hermann Brandt (Siedler) (1856–1925), deutscher Landwirt und Siedler in Deutsch-Südwestafrika
- Hermann Brandt (Politiker) (1884–1962), deutscher Politiker (DP), MdBB
- Hermann Brandt (Mediziner, 1897) (1897–1972), Schweizer Sportmediziner
- Hermann Brandt (Mediziner, 1909) (1909–nach 1984), deutscher Chirurg
- Hermann Brandt (Gewerkschafter) (1922–2018), deutscher Gewerkschafter
- Hermann Brandt (Theologe) (1940–2009), deutscher Theologe
- Hildegard Schröteler-von Brandt (* 1952), deutsche Ingenieurin, Stadt- und Raumplanerin und Hochschullehrerin
- Hillmer Brandt (1935–2017), deutscher Politiker
- Horst Brandt (Wirtschaftswissenschaftler) (1927–2000), deutscher Wirtschaftswissenschaftler und Hochschullehrer
- Horst Brandt (Gewerkschafter) (* 1928), deutscher Gewerkschafter
- Horst Brandt (Ingenieur), deutscher Ingenieur und Industriemanager
- Horst E. Brandt (1923–2009), deutscher Regisseur
- Hubertus Brandt (* 1987), deutscher Schauspieler und Sprecher
- Hugo Brandt (Kaufmann) (1845–1933), deutscher Kaufmann und Politiker, MdHB
- Hugo Brandt (Politiker) (1930–1989), deutscher Politiker (SPD), MdB

### I
- Ingeborg Brandt (1920–1983), deutsche Journalistin
- Irene Brandt (* 1955), deutsche Malerin, naive Malerei

### J
- J. Georg Brandt (* 1965), deutscher Künstler
- J. Rasmus Brandt (* 1943), norwegischer Klassischer Archäologe
- Jan Brandt (Theologe) (1554–1602), polnischer Theologe und Komponist
- Jan de Brandt (* 1959), belgischer Volleyball-Trainer
- Jan Brandt (Schriftsteller) (* 1974), deutscher Journalist und Schriftsteller
- Jan-Ralph Brandt (* 1978), deutscher Tennisspieler
- Jana Brandt (* 1965), deutsche Journalistin, Fernsehredakteurin und -produzentin
- Jascha Brandt (* 2003), deutscher Fußballspieler
- Jennifer Brandt (* 1978), deutsche Fußballspielerin
- Joachim Brandt (Amtmann) († 1618), deutscher Amtmann, siehe Liste der Amtmänner des Beiderstädtischen Amtes Bergedorf
- Joachim Brandt (* 1967), deutscher Musiker, Gitarrist, Keyboarder und Songwriter, siehe Jojo Brandt
- Jobst von Brandt (1517–1570), deutscher Komponist
- Jobst Brandt (1935–2015), US-amerikanischer Maschinenbau-Ingenieur, Erfinder, Fahrrad-Enthusiast, Lehrer und Autor
- Jochen Brandt (* 1968), deutscher Prähistoriker
- Johan Martin Brandt (* 1987), norwegischer Skispringer
- Johann Brandt (Jurist) († 1637), deutscher Jurist und Kanzler
- Johann Caspar Brandt (1652–1701), deutscher Bildhauer und Holzschnitzer
- Johann Eitel von Brandt (um 1695–1761), deutscher Landrat von Soldin
- Johann Friedrich Brandt (1714–1777), deutscher Politiker, Ratsherr in Lübeck
- Johann Friedrich von Brandt (1802–1879), deutscher Zoologe
- Johann Heinrich Brandt (1740–1783), deutscher Zeichner
- Johanna Brandt (1876–1964), südafrikanische Schriftstellerin
- Johanna Brandt (Archäologin) (1922–1996), deutsche Klassische Archäologin und Numismatikerin
- Johannes Brandt (Drehbuchautor) (1884–1955), österreichischer Drehbuchautor, Regisseur und Liedtexter
- Johannes Brandt (Komponist) (* 1985), deutscher Filmkomponist
- John Brandt (1883–1950), US-amerikanischer Golfer
- Jojo Brandt (* 1967), deutscher Musiker und Songwriter
- Josef Brandt (Mediziner) (1838–1912), siebenbürgischer Chirurg
- Josef Brandt (1841–1915), polnischer Maler, siehe Józef Brandt
- Joseph Brandt (Thayendanegea; 1742–1807), Anführer der Mohawk-Indianer, siehe Joseph Brant
- Joseph Brandt (Architekt) (1846–1922), deutscher Architekt
- Judith Brandt (* 1965), deutsche Synchronsprecherin
- Julian Brandt (* 1996), deutscher Fußballspieler
- Julius Brandt (1873–1949), österreichischer Schauspieler und Regisseur
- Jürgen Brandt (1922–2003), deutscher General
- Jürgen Brandt (Jurist) (* 1953), deutscher Jurist
- Jürgen C. Brandt (* 1955), deutscher Politiker (SPD)

### K
- Käthe Brandt (1884–1902), deutsche Schauspielerin
- Karl von Brandt (1816–1890), deutscher Generalleutnant
- Karl Brandt (Zoologe) (1854–1931), deutscher Zoologe und Meeresforscher
- Karl Brandt (Heimatforscher) (1898–1974), deutscher Museumsdirektor und Heimatforscher
- Karl Brandt (Ökonom) (1899–1975), deutsch-amerikanischer Wirtschaftswissenschaftler
- Karl Brandt (Mediziner) (1904–1948), deutscher Mediziner in der Umgebung Hitlers
- Karl Georg Brandt (1898–1945), deutscher Polizist zur Zeit des Nationalsozialismus
- Karl Heinz Brandt (Archäologe) (1922–2014), deutscher Archäologe
- Karl-Heinz Brandt (Fußballspieler) (* 1935), deutscher Fußballspieler
- Karl-Heinz Brandt (Sänger) (* 1958), deutscher Opernsänger (Tenor)
- Karl Wilhelm Brandt (1869–1923), deutsch-russischer Trompeter und Komponist
- Karola Brandt (1950–2023), deutsche Ruderin
- Karsten Brandt (Skilangläufer) (* 1958), deutscher Skilangläufer
- Karsten Brandt (Unternehmer) (* 1973), deutscher Unternehmer (donnerwetter.de)
- Keanu Brandt (* 2004), deutscher Fußballspieler
- Kerstin Brandt (* 1961), deutsche Leichtathletin
- Kirsten Brandt (* 1963), deutsche Übersetzerin
- Kolja Brandt (* 1969), deutscher Kameramann
- Konrad Brandt (1936–2017), Theologe aus Lettland
- Kort Brandt (vor 1482–nach 1523), deutscher Politiker, Bürgermeister von Celle, siehe Kort Brandes

### L
- Lars Brandt (* 1951), deutscher Schriftsteller und Künstler
- Lars-Kristian Brandt (* 1990), deutscher Autor und Fotograf
- Lawrence Brandt, US-amerikanischer Pokerspieler
- Lawrence Eugene Brandt (1939–2025), US-amerikanischer Geistlicher, Bischof von Greensburg
- Leif Brandt (* 1991), deutscher Handballspieler
- Leo Brandt (1908–1971), deutscher Ingenieurwissenschaftler und politischer Beamter
- Leonie Brandt (1902–1978), deutsch-niederländische Schauspielerin und Doppelagentin
- Lesley-Ann Brandt (* 1981), südafrikanische Schauspielerin
- Lewis Wolfgang Brandt (* 1921), deutscher Psychologe
- Lisel Brandt-Winkle (1914–2006), deutsche Fotografin
- Louis Brandt (Sänger) (um 1770–1865), deutscher Sänger (Tenor) und Schauspieler
- Louis Brandt (Politiker) (1800–1866), Schweizer Politiker und Uhrenfabrikant
- Louis Brandt (Uhrenfabrikant) (1825–1879), Schweizer Uhrenfabrikant; siehe Omega SA
- Ludwig von Brandt (1868–1931), deutscher Jurist und Landrat
- Ludwig Brandt (Mediziner) (* 1948), deutscher Anästhesist und Medizinhistoriker
- Luis Brandt (* 1999), deutscher Schauspieler
- Luise Brandt (* 1985), deutsche Volleyball- und Beachvolleyballspielerin
- Lutz Brandt (1938–2024), deutscher Architekt, Designer, Bühnenbildner und Maler

### M
- Mac Brandt (* 1980), US-amerikanischer Schauspieler und Synchronsprecher
- Magdalena Behrendt-Brandt (1828–1895), österreichische Opernsängerin
- Magreta Brandt (1915–1992), niederdeutsche Schriftstellerin
- Marcel Brandt (* 1992), deutscher Eishockeyspieler
- Marco Brandt (* 2006), österreichischer Fußballspieler
- Marek Brandt (* 1970), deutscher Künstler
- Margit Brandt (1945–2011), dänische Modedesignerin
- Marianne Brandt (Sängerin) (1842–1921), österreichische Sängerin
- Marianne Brandt (Künstlerin) (1893–1983), deutsche Designerin und Fotografin des Bauhauses, Malerin und Bildhauerin
- Marianne Brandt (Schauspielerin) (1908–1995), deutsche Schauspielerin
- Marianne Brandt (Widerstandskämpferin) (um 1922–1943), deutsche Widerstandskämpferin
- Marion Brandt (* 1960), deutsche Germanistin, Literaturwissenschaftlerin und Hochschullehrerin
- Marissa Brandt (* 1992), US-amerikanisch-südkoreanische Eishockeyspielerin
- Martin Brandt (Schauspieler) (1903–1989), deutscher Schauspieler
- Martin Brandt (Jurist) (* 1958), deutscher Jurist und Richter
- Martin Brandt (Handballspieler) (* 1989), deutscher Handballspieler
- Martin Gottlieb Wilhelm Brandt (1818–1894), deutscher Pädagoge und Schriftsteller
- Martina Brandt (* 1976), deutsche Sozialwissenschaftlerin und Hochschullehrerin
- Mathias Harrebye-Brandt (* 1974), deutsch-dänischer Schauspieler
- Matthias Brandt (* 1961), deutscher Schauspieler
- Max von Brandt (1835–1920), deutscher Diplomat und Publizist
- Max Brandt (Botaniker) (1884–1914), deutscher Botaniker
- Max Brandt (Politiker), deutscher Politiker (DNVP)
- Max Brandt (Schauspieler), Schauspieler
- Max Brandt (Fußballspieler) (* 2001), deutscher Fußballspieler
- Michael Brandt (General), deutscher Generalleutnant
- Michael Brandt (Kunsthistoriker) (* 1948), deutscher Kunsthistoriker
- Michael Brandt (Musiker), deutscher Gitarrist und Komponist
- Michael Brandt (Mediziner) (* 1957), deutscher Mediziner und Paläoanthropologe
- Michael Brandt (Zahnmediziner) (* 1957/1958), deutscher Zahnmediziner und Präsident der Zahnärztekammer Schleswig-Holstein
- Michael Brandt (Journalist) (1962–2017), deutscher Journalist
- Michael Brandt (Leichtathlet) (* 1964), deutscher Langstreckenläufer
- Michael Brandt (Drehbuchautor) (* 1968), US-amerikanischer Drehbuchautor, Produzent und Regisseur
- Michael Brandt (Moderner Fünfkämpfer) (* 1976), schwedischer Moderner Fünfkämpfer
- Michael Betzner-Brandt (* 1972), deutscher Musiker, Pädagoge und Autor
- Michel Brandt (* 1990), deutscher Politiker (Die Linke), MdB

### N
- Nadine Brandt (* 1975), deutsche Schauspielerin
- Nick Brandt (* 1966), britischer Naturfotograf
- Nicola Brandt (* 1983), namibische Fotografin
- Niklas Brandt (* 1991), deutscher Fußballspieler
- Nikolai Borissowitsch Brandt (1923–2015), russischer Festkörperphysiker und Hochschullehrer
- Nina Brandt (* 1993), deutsche Schauspielerin

### O
- Olaf Brandt (* 1971), deutscher Ringer
- Ole Brandt (1918–1981), grönländischer Schriftsteller, Übersetzer, Lehrer und Landesrat
- Olga Brandt-Knack (1885–1978), deutsche Politikerin (SPD)
- Oliver Brandt (* 1967), deutscher Politiker (Bündnis 90/Die Grünen)
- Olof Brandt (* 1966), schwedischer Archäologe und Hochschullehrer in Italien
- Oscar Ludwig Brandt (Oskar Meyer; 1889–1943), deutscher Schriftsteller und Schauspieler
- Oskar Brandt (* 1995), schwedischer Biathlet
- Otto Brandt (Maler) (1828–1892),  deutscher Porträt-, Genre- und Historienmaler
- Otto Brandt (Nationalökonom) (1868–1924), deutscher Ökonom
- Otto Brandt (Architekt) (1878–1929), deutscher Architekt
- Otto Brandt (Historiker) (1892–1935), deutscher Historiker
- Otto Brandt (Wandmaler), deutscher Wandmaler
- Otto Wanner-Brandt (1862–1962), deutscher Unternehmer
- Otto Heinrich Brandt (1796–nach 1885), deutscher Politiker, Mitglied des Kurhessischen Kommunallandtags
- Otto Hermann Brandt (1883–1934), deutscher Historiker, Pädagoge und Sprachwissenschaftler

### P
- Patricia Brandt (* 1971), deutsche Journalistin und Autorin
- Patrick Brandt (* 1956), deutscher Produktionsleiter, Regie-Assistent und Produzent
- Paul von Brandt (1650–1697), deutscher Generalmajor
- Paul Brandt (Bürgermeister) (um 1753–nach 1791), deutscher Jurist und Politiker, Bürgermeister von Köslin
- Paul Brandt (Politiker, 1852) (1852–1910), Schweizer Pfarrer, Journalist, Gewerkschafter und Politiker (SP)
- Paul Brandt (Philologe, 1861) (1861–1932), deutscher Klassischer Philologe, Pädagoge und Kunsthistoriker
- Paul Brandt (Verwaltungsjurist) (1869–1929), deutscher Beamter und Politiker
- Paul Brandt (Philologe, 1875) (Pseudonym Hans Licht; 1875–1929), deutscher Klassischer Philologe, Pädagoge und Historiker
- Paul Brandt (Musiker) (* 1972), kanadischer Country-Sänger
- Per Brandt (* 1972), schwedischer Biathlet
- Peter Brandt (Oberrentmeister) (1644–1701), dänischer Oberrentmeister
- Peter Brandt (Ruderer) (* 1931), britischer Ruderer
- Peter Brandt (Mediziner) (Hans Peter Brandt; 1933–2019/2020), deutscher Augenarzt
- Peter Brandt (Botaniker) (* 1946), deutscher Botaniker
- Peter Brandt (Geistlicher) (* 1948), deutscher Theologe und Militärseelsorger
- Peter Brandt (Historiker) (* 1948), deutscher Historiker und Hochschullehrer, Sohn von Willy Brandt
- Peter Brandt (Ozeanograph) (* 1966), deutscher Ozeanograph
- Peter Brandt (Filmeditor), dänischer Filmeditor
- Peter Andreas Brandt (1792–1862), norwegischer Naturforscher, Illustrator und Maler.

### R
- Rainer Brandt (Schauspieler) (1936–2024), deutscher Synchronautor und Schauspieler
- Rainer Brandt (Heimatforscher) (* 1945), deutscher Heimatforscher und -schriftsteller
- Rainer Brandt (Fußballspieler) (* 1953), deutscher Fußballspieler
- Reinhard Brandt (Chemiker) (1932–2019), deutscher Chemiker und Hochschullehrer
- Reinhard Brandt (1937–2025), deutscher Philosoph
- Richard Brandt (Regisseur) (1897–?), deutscher Regisseur
- Richard Brandt (Heimatkundler) (1899–1982), deutscher Heimatforscher
- Richard Brandt (Philosoph) (Richard Booker Brandt; 1910–1997), amerikanischer Philosoph
- Robert Schmitt-Brandt (* 1927), deutscher Indogermanist
- Roland Brandt (* 1960), deutscher Neurobiologe und Hochschullehrer
- Rolf Brandt (1886–1953), deutscher Schriftsteller
- Rolf Brandt (Mediziner) (1917–1989), deutscher Mediziner und Malakologe
- Rolf Brandt (Fußballspieler) (* 1953), deutscher Fußballspieler
- Rollo Brandt (1934–1964), britischer Bobsportler
- Rudi Brandt (1927–1997), deutscher Maler
- Rudolf Brandt (Gärtner) (1829–1913), deutscher Gärtner und königl. Gartenbaudirektor sowie Stadtrat
- Rudolf von Brandt (1835–1909), deutscher Jurist, Politiker und Verwaltungsbeamter
- Rudolf Brandt (Astronom) (1905–1975), deutscher Astronom
- Rudolf Brandt (Jurist) (1909–1948), deutscher SS-Standartenführer und Verwaltungsbeamter
- Rut Brandt (1920–2006), norwegisch-deutsche Journalistin und Autorin

### S
- Sabine Brandt (1927–2018), deutsche Schriftstellerin, Journalistin und Kritikerin
- Sacha Brandt (* 1980), belgischer Politiker
- Samuel Brandt (1848–1938), deutscher Altphilologe
- Sebastian Brandt (1457/58–1521), deutscher Humanist, Jurist und Autor, siehe Sebastian Brant
- Severin Brandt (* 2004), deutscher Volleyballspieler
- Siegmund Brandt (1936–2016), deutscher Physiker und Hochschullehrer
- Stefan Brandt (* 1976), deutscher Kulturmanager
- Stefan L. Brandt (* 1964), deutscher Amerikanist
- Susanna Margaretha Brandt (1746–1772), deutsche Kindsmörderin, Vorbild für Gretchen im Faust
- Susanne Brandt (* 1964), deutsche Bibliothekarin
- Susi Brandt (* 1975), deutsche Hörfunk- und Fernsehmoderatorin
- Sverre Brandt (1880–1962), norwegischer Dramatiker und Theatermitarbeiter

### T
- Tagea Brandt (1847–1882), dänische Frauenrechtlerin
- Theodor Brandt (1855–1939), deutscher Schauspieler und Regisseur, siehe Theodor Köstlin
- Theodor Brandt (Theologe) (1890–1981), deutscher Theologe und Superintendent
- Thomas Brandt (Mediziner) (* 1943), deutscher Neurologe und Hochschullehrer
- Thomas Brandt (Biologe) (* 1964), deutscher Biologe
- Thomas Brandt (Schauspieler) (* 1991), deutscher Schauspieler
- Thomas Otto Brandt (1906–1968), austroamerikanischer Germanist und Schriftsteller
- Timo Brandt (* 1992), deutscher Lyriker und Rezensent
- Tino Brandt (* 1975), deutscher Neonazi
- Torben Brandt (* 1995), deutscher Diskuswerfer
- Torsten Siegfried Haake-Brandt (* 1958), deutscher Künstler
- Tristan Brandt (* 1985), deutscher Koch

### U
- Ulrich Brandt (General) (1915–1983), deutscher Brigadegeneral
- Ulrich Brandt (Autor) (* 1957), deutscher Autor
- Ulrich Brandt (Biochemiker) (* 1961), deutscher Biochemiker und Hochschullehrer
- Ulrike Brandt-Bohne (* 1977), deutsche Biologin und Fernsehmoderatorin
- Uwe Brandt (Physiker) (1944–1997), deutscher Physiker und Hochschullehrer
- Uwe Brandt (Musiker) (* 1957), deutscher Pianist und Musikpädagoge

### V
- Vanessa Brandt (* 1999), deutsche Handballspielerin
- Veronika Brandt (* 1957), deutsche Politikerin (DVU)
- Viktor Brandt (* 1999), schwedischer Biathlet
- Volker Brandt (* 1935), deutscher Schauspieler
- Volkmar Brandt (* 1938), deutscher Gebrauchsgrafiker und Typograf

### W
- Walker Brandt, US-amerikanische Schauspielerin
- Walter Brandt (Erfinder), österreichischer Erfinder
- Walter Brandt (Schauspieler) (1889–1954), deutscher Schauspieler
- Walter Brandt (Mediziner) (1889–1971), deutscher Anatom und Embryologe
- Walter Brandt (Ingenieur), deutscher Ingenieur
- Walter Brandt (Unternehmer, 1902) (1902–1978), britischer Unternehmer und Kunstsammler
- Walter Brandt (Architekt) (1904–1980), deutscher Architekt
- Walter Brandt (Unternehmer, 1905) (1905–nach 1971), deutscher Unternehmer
- Walter Brandt (Diplomat), venezolanischer Diplomat
- Walther Brandt (1893–1958), US-amerikanischer Historiker und Theologe
- Werner Brandt (Politiker), deutscher Politiker (LDP/LDPD), MdL Sachsen-Anhalt
- Werner Brandt (Grafiker) (1902–1963), deutscher Gebrauchsgrafiker und Briefmarkendesigner
- Werner Brandt (* 1954), deutscher Manager
- Wilhelm von Brandt (1644–1701), deutscher Generalleutnant
- Wilhelm Brandt (Reeder) (1778–1832), deutscher Großkaufmann und Reeder
- Wilhelm Brandt (Politiker, 1846) (1846–1916), deutscher Politiker
- Wilhelm Brandt (Politiker, I), deutscher Politiker (USPD), MdL Braunschweig
- Wilhelm Brandt (Theologe) (1894–1973), deutscher Theologe
- Wilhelm Brandt (SS-Mitglied) (1900–1941), deutscher Ingenieur und SS-Obersturmbannführer
- Wille Brandt (1865–1921), grönländischer Landesrat
- Willy Brandt (1869–1923), deutsch-russischer Trompeter und Komponist, siehe Karl Wilhelm Brandt
- Willy Brandt (Architekt) (1881–1955), deutscher Architekt
- Willy Brandt (Pädagoge) (1885–1975), deutscher Philologe und Pädagoge
- Willy Brandt (Journalist) (1910–2001), deutscher Fotojournalist
- Willy Brandt (1913–1992), deutscher Politiker (SPD), Bundeskanzler von 1969 bis 1974
- Wolfgang Brandt (* 1936), deutscher Germanist, Sprachwissenschaftler und Hochschullehrer